# Chapmaninidae
Chapmaninidae es una familia de foraminíferos bentónicos de la superfamilia Rotalioidea, del suborden Rotaliina y del orden Rotaliida. Su rango cronoestratigráfico abarca desde el Paleoceno superior hasta el Mioceno medio.

## Clasificación
Chapmaninidae incluye a los siguientes géneros:
- Angotia †
- Chapmanina †
- Crespinina †
- Ferayina †
- Sherbornina †
- Tenisonina †

Otros géneros considerados en Chapmaninidae son:
- Chapmania †, sustituido por Chapmanina
- Preverina †, aceptado como Chapmanina